# Patrick Wolf
Pour les articles homonymes, voir Wolf et Patrick Wolf (homonymie).

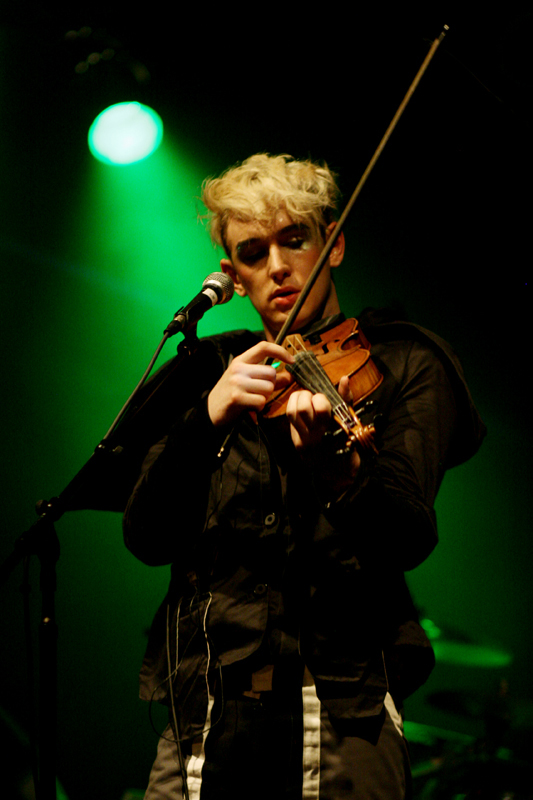
Patrick Wolf à New York en 2009

Patrick Wolf né le 30 juin 1983 à Londres est un chanteur, compositeur et musicien anglais. Il joue de nombreux instruments, parmi lesquels le violon, l'alto, le ukulélé, la guitare et le piano.

## Biographie

### Débuts
Patrick Wolf, né Patrick Apps, au St Thomas' Hospital de Londres d'une mère irlandaise peintre et d'un père musicien de jazz, Dereck Apps.
Dès l'âge de onze ans, Patrick Apps commence à enregistrer des chansons à l'aide de son violon et d'un enregistreur quatre pistes. Cependant, son éducation musicale a déjà commencé quelques années plus tôt, à l'âge de six ans il suit d'intenses cours de violon et chante dans des chorales qui l'emmènent un peu partout dans le monde. C'est en découvrant la première vague de musique électronique du vingtième siècle que le jeune homme développe l'ambition de créer une musique nouvelle. 
Musicalement, à onze ans il quitte la chorale à cause de sa voix qui mue. À douze ans, à force d'écrire dans des fanzines, il sympathise avec le collectif Minty qu'il intègre vers quatorze ans pour quelques prestations sur scène pour jouer du thérémine.
À quinze ans, il est élève à la Bedales School dans le Hampshire et travaille dans une ferme qui fut comme une libération de ses propres mots.
De retour à Londres à l'âge de seize ans, Patrick Apps quitte la maison de ses parents d'un commun accord. Ils ne se parleront pas pendant un an et demi. 
Désormais sans attaches, il passe quelques années dans les environs de Londres. Il se produit dans la rue au sein d'un quatuor à cordes, puis crée un trio, Maison Crimineaux avec une amie, Fanny, avec qui il fait de nombreuses escapades à Paris. C'est lors de l'une d'elles qu'un médium l'accoste devant la tombe de Hector Berlioz au cimetière de Montmartre un jour de pluie et lui dit de changer de nom de scène, ce sera Patrick Wolf. Il continue d'écrire et d'enregistrer, mais il stagne et est à sec niveau finance, il se décide à envoyer une maquette de quelques-unes de ses chansons au label Fat Cat Records qui le contacte une semaine après pour le rencontrer. En découvrant le studio d'enregistrement de Patrick Wolf fait de vieux matériels et de câbles réparés avec du scotch, ils lui offrent une table de mixage Atari qui lui permettra de faire mieux. Malgré cela, il ne signe pas chez eux, car ils misent tous sur un nouveau groupe, Sigur Rós.

### Lycanthropy
À la suite d'une prestation de Maison Crimineaux à Paris, il est repéré par Kristian Robinson (connu sous le nom Capitol K), qui signe le jeune homme sur son label, Faith & Industry. 
Pendant qu'il enregistre cet album, Patrick Wolf suit aussi des cours de composition au Trinity College of Music. 
Ainsi sort le premier album de Patrick Wolf à l'été 2003, Lycanthropy, chronique d'une adolescence entre triomphes et échecs qui rencontre un grand succès critique. Le label allemand Tomlab décide de sortir l'album aux États-Unis et en Europe. 
Patrick Wolf fait plusieurs apparitions en tant qu'altiste au sein de Chicks on Speed et de The Hidden Cameras.

### Wind in the Wires
À dix-neuf ans, sans argent, à la sortie du précédent album, il revient vivre chez ses parents pendant quelque temps, monte un petit studio avec son ordinateur portable et commence à préparer Wind in the wire. Il s'éloigne du monde, et revient aux fondamentaux, la famille, l'appartenance. Il passa même un hiver en Cornouailles où il vécut complètement reclus, sans même allumer son portable une fois.
C'est dans ces conditions qu'il se retrouve à faire ce deuxième album, Wind in the Wires, juste avec son père et sa sœur, Jo Apps, qu'ils enregistrent en une semaine pour 450£.
L'album sort en 2005 et est accueilli avec toujours plus d'enthousiasme. Patrick Wolf commence alors à tourner en Angleterre et à travers l'Europe. Il fait notamment la première partie du groupe Bloc Party à l'automne 2005.

### The Magic Position
Son troisième album, The Magic Position, sort le 26 février 2007, avec pour singles Accident & Emergency, Bluebells et The Magic Position. Il est précédé de 6 vodcasts fait de lives et d'interviews. La tournée se fait régulièrement avec la présence sur scène de Edward Larrikin. Tous se passe bien, jusqu'au jour où Patrick sous l'emprise de l'alcool, agresse son batteur, lui-même sous l'emprise de la drogue, il décida de raccourcir la tournée et de plonger dans un silence médiatique régénérateur.
En août 2007, aux côtés de The Paddingtons, Edward Larrikin, et The View, il pose pour une série de photographies de Mario Testino destiné à une campagne de publicité pour Burberry.
Durant l'année 2008 il fit quelques rares concerts choisis dont un dans l'immense hall en pente du Tate modern de Londres à la demande de Nan Goldin pour accompagner en live son diaporama The Ballad of Sexual Dependency, 1981-2006.
Début 2009 il défile pour des couturiers lors de la London fashion week.

### The Bachelor et Lupercalia
Pendant cette période il écrit aussi son 4e album qui sort le 1er juin 2009. Il est précédé de 4 making-of sous forme de plusieurs vodcasts.

Le concept était au départ un double album très politique nommé Battle. Après plusieurs changements de direction de Patrick Wolf, à la suite de ses humeurs, il laisse entendre la sortie de deux CD distincts. N'étant plus sous contrat depuis le dernier album, il crée son propre label, Bloody Chamber Music, sous lequel sera publié ses prochains disques, qui ont aussi la particularité d'être financés par toute personne voulant investir dans ce projet via le site Bandstock, « Basiquement, vous pouvez investir dans la finalisation de l'album et la production de celui-ci, et vous aurez une action dans l'album. Donc, vous deviendrez presque une partie de la maison de disques, comme un copropriétaire de l'album. »

Le 12 février 2009, il annonce officiellement la sortie de deux albums séparés d'un an, The Bachelor en 2009 et The Conqueror en 2010.

Plusieurs titres ont été enregistrés en avec Alec Empire à Berlin et les participations de Eliza Carthy, et de Tilda Swinton sont annoncées.
Tandis que The bachelor sort bien en 2009, le 1er juin, avec pour trois singles, Vulture, Hard Times puis Damaris, le second album, The Conqueror, a du mal à voir le jour, repoussé et repoussé encore, il est finalement abandonné en tant que tel, le nom est abandonné et il laisse place à un album plus « classique » nommé Lupercalia qui sortira le 30 mai 2011. Le premier extrait Time of my life sort le 6 décembre, et le deuxième The city sort le 14 mars 2011.
Longtemps esquivées allant jusqu'à démentir être gay, ou même à dire en 2007 qu'il ne savait pas s'il aimait les hommes, les femmes ou les chevaux, avant d'admettre être bi-sexuel un an plus tard, les questions sur la sexualité de Patrick Wolf trouvent finalement une réponse le 31 décembre 2010, jour où il officialise sa liaison avec son ami William Charles Pollock qui venait de le demander en mariage et qu'il fréquente depuis août 2007.
Malgré son actualité, il joue aux côtés de Patti Smith en tant que violoniste, en janvier 2011, pour une tournée anglaise, et à l'Olympia de Paris, pour deux dates, en novembre 2011. Il retrouve Patti Smith à la Fondation Cartier de Paris en juillet 2014.

## Bloody Chamber Music
Bloody Chamber Music est un label de musique indépendant créé par Patrick Wolf, qui, originellement était destiné à accueillir ses albums dématérialisés.
Le terme Bloody chamber, traduit en Chambre sanglante fait référence au cœur comme l'indique son logo.

## Discographie

### Singles
| Date de Sortie    | Titre                       | Extrait de l'album     | Réalisateur(s) du clip                  |
| ----------------- | --------------------------- | ---------------------- | --------------------------------------- |
| 2003              | To the Lighthouse           | Lycanthropy            | Ingrid Z et Patrick Wolf                |
| 31 janvier 2005   | The Libertine               | Wind in the Wires      | Pil & Galia Kollectiv et Patrick Wolf   |
| 13 juin 2005      | Wind in the Wires           | Wind in the Wires      | (inconnu)                               |
| 31 octobre 2005   | Tristan                     | Wind in the Wires      | Paul Gore                               |
| 23 octobre 2006   | Accident & Emergency        | The Magic Position     | Maria Mochnacz                          |
| 1er janvier 2007  | Bluebells                   | The Magic Position     | Jaron Albertin                          |
| 26 mars 2007      | The Magic Position          | The Magic Position     | Jaron Albertin                          |
| 2 avril 2009      | Vulture                     | The Bachelor           | Patrick Wolf                            |
| 6 juillet 2009    | Hard times                  | The Bachelor           | Ace Norton                              |
| 14 décembre 2009  | Damaris                     | The Bachelor           | Patrick Wolf et Rory Broadfoot          |
| 6 décembre 2010   | Time of my life             | Lupercalia             | Patrick Wolf et William Charles Pollock |
| 14 mars 2011      | The city                    | Lupercalia             | Kinga Burza                             |
| 20 juin 2011      | House                       | Lupercalia             | Andy Bruntel                            |
| 29 septembre 2011 | Time of my life (ressortie) | Lupercalia             | (Live at Pool Studios)                  |
| 4 novembre 2011   | The falcons                 | Lupercalia             | Norioko Okaku                           |
| 5 décembre 2011   | Together                    | Lupercalia             | Mattias Erik Johansson                  |
| 24 août 2012      | Overture                    | Sundark and Riverlight | Patrick Wolf et Saga Sig                |

### Remix
- 2005 : 7 minutes (Patrick Wolf Remix) de Circlesquare sur la compilation Channel 4 - A Compilation Of Output Recordings.
- 2005 : Army of Me (army Of klaus remix) sur Army of Me : Remixes and Covers, un album de remixes et de reprises du titre Army of Me de Björk.
- 2005 : Helpless Fool For Love (Patrick Wolf Remix) de Annie sur le single Always Too Late.
- 2007 : Love Today (Patrick Wolf remix) de Mika.
- 2007 : Happy As Annie (Patrick Wolf Remix) de Larrikin Love.
- 2007 : So You Say (Patrick Wolf Remix) de Siobhan Donaghy.
- 2009 : This Joke Sport Severed (Patrick Wolf's Love Letter to Richey Remix) sur l'EP Journal for Plague Lovers Remix de Manic Street Preachers.

### Collaborations
- 2004 : Violon et piano sur l'album Happy Happy de Capitol K.
- 2007 : Collaboration avec Bishi pour son album Nights at the Circus notamment sur le titre Namaste.
- 2007 : Participation vocale sur le titre On Sussex downs de Larrikin Love.
- 2008 : Careless Talk de la bande originale du film The Edge of Love.
- 2010 : Reprise de Army Dreamers de Kate Bush pour le projet Peace du DJ Buffetlibre et Amnesty International.